# ۷۲۵ (قمری)
۷۲۵ (قمری)، هفتصد و بیست و پنجمین سال در گاهشماری هجری قمری است. اول محرم این سال برابر با بیست و ششم دسامبر سال ۱۳۲۴ میلادی است.

## وابسته
- آل اینجو